# 移民金庫

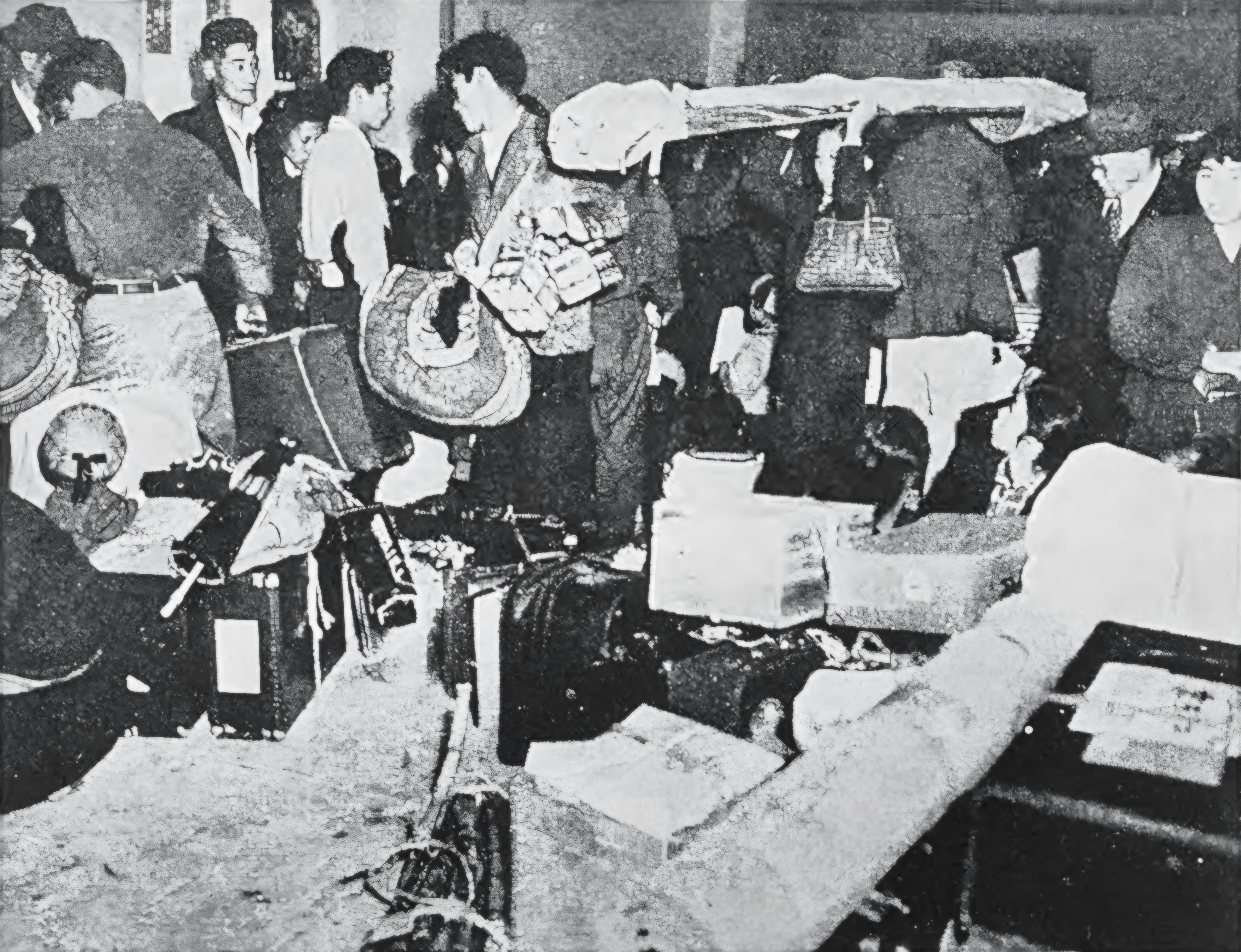
当時のボリビア移民

移民金庫（いみんきんこ）は、移民金庫法（1953年立法第85号）に基づく琉球政府管轄の金庫で、琉球政府と米国民政府の共同出資の法人である。渡航資金や渡航先での事業資金などの融資を行っていた。1960年に琉球海外移住公社に改組された。